# Fallen (1998)
Fallen is een Amerikaanse film uit 1998 geregisseerd door Gregory Hoblit. De hoofdrollen worden vertolkt door Denzel Washington en John Goodman.

## Verhaal
Detective John Hobbes neemt de gevaarlijke seriemoordenaar Edgar Reese gevangen. Hij wordt ter dood veroordeeld en terechtgesteld, maar niet voordat Reese Hobbes nog het een en ander toevoegt in een in eerste instantie onbegrepen taal, die later Aramees blijkt te zijn. Na de executie worden er opnieuw gelijkaardige moorden gepleegd in de stijl van Reese, waarbij de moordenaars telkens zelf vermoord worden op de manier waarop ze net zelf een moord gepleegd hebben. Wanneer mensen op straat bij herhaling hetzelfde toontje zingen dat Reese zong in de gaskamer (Time Is On My Side van de Rolling Stones), blijkt de man zelf nooit een moordenaar te zijn geweest, maar te zijn bezeten door de kwade geest Azazel, die nu ronddoolt en van mens op mens overgaat door onderlinge aanraking. Hobbes is genoodzaakt een man te doden die bezeten is door Azazel, omdat deze een geweer op hem richtte. Hierdoor loopt hij nu zelf het gevaar samen met zijn familie vermoord te worden of anders wel opgepakt door zijn collega's, die denken dat hij zijn verstand verloren is.

## Rolverdeling
| Acteur            | Personage         |
| ----------------- | ----------------- |
| Denzel Washington | Det. John Hobbes  |
| John Goodman      | Det. Jonesy       |
| Donald Sutherland | Lt. Stanton       |
| Embeth Davidtz    | Gretta Milano     |
| James Gandolfini  | Lou               |
| Elias Koteas      | Edgar Reese       |
| Gabriel Casseus   | Art               |
| Michael J. Pagan  | Sam Hobbes        |
| Robert Joy        | Charles Olom      |
| Frank Medrano     | Charles' Killer   |
| Liala Vincanco    | Charles' Vriendin |

## Nominaties
- 1999 - Bram Stoker Award
  - Beste script: Nicholas Kazan
- 1999 - International Horror Guild Award
  - Beste film